# Zespół nakładania
Zespół nakładania (ang. overlap syndrome) – zespół chorobowy, który spełnia kryteria diagnostyczne konieczne do rozpoznania przynajmniej dwóch odrębnych jednostek chorobowych.

## Przykłady

### Choroby układu oddechowego
Współistniejące:
- astma i przewlekła obturacyjna choroba płuc[1];
- przewlekła obturacyjna choroba płuc i zespół bezdechu sennego[2].

### Choroby wątroby
Współistniejące:
- autoimmunologiczne zapalenie wątroby i pierwotne zapalenie dróg żółciowych[3];
- autoimmunologiczne zapalenie wątroby i pierwotne stwardniające zapalenie dróg żółciowych[3];
- autoimmunologiczne zapalenie wątroby i przewlekłe wirusowe zapalenie wątroby[3].

### Choroby reumatyczne
- mieszana choroba tkanki łącznej – zespół nakładania się objawów tocznia rumieniowatego układowego, twardziny układowej, zapalenia wielomięśniowego lub skórnomięśniowego oraz reumatoidalnego zapalenia stawów, czemu towarzyszy występowanie we krwi chorego przeciwciał przeciw rybonukleoproteinie U1 (anty-U1 RNP)
- inne zespoły nakładania – współistnienie objawów co najmniej dwóch układowych chorób tkanki łącznej niespełniające kryteriów rozpoznania mieszanej choroby tkanki łącznej, na przykład:
  - twardzina układowa i zapalenie wielomięśniowe
  - twardzina układowa i toczeń rumieniowaty układowy
  - toczeń rumieniowaty układowy i reumatoidalne zapalenie stawów